# Opinión media estimada

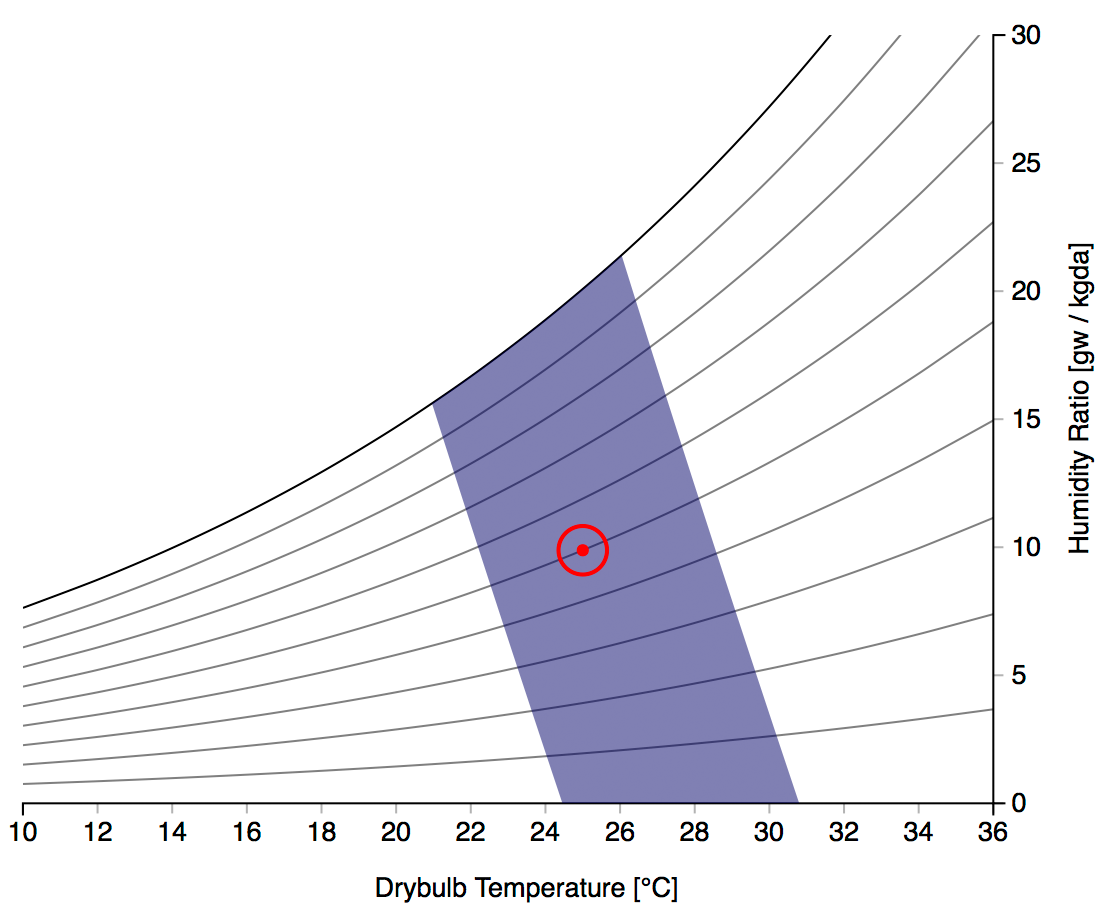
Representación de PMV sobre un diagrama psicrométrico

La Opinión media estimada u Opinión media predecible, es un índice de comodidad térmica (en inglés, Predicted Mean Vote, que la normativa española ha traducido literalmente como Voto Medio Estimado) y se conoce por las siglas PMV (de la expresión inglesa). 
El modelo PMV/PPD fue desarrollado por Fanger mediante ecuaciones de equilibrio de calor y estudios empíricos sobre la temperatura de la piel para definir la comodidad. La comodidad higrotérmica se investiga preguntando a los sujetos acerca de su sensación térmica en una escala de siete grados, desde el frío (-3) hasta el calor (+3). 
Las ecuaciones de Fanger se utilizan para calcular la opinión media estimada de un amplio conjunto de personas en combinaciones determinadas de la temperatura del aire, temperatura radiante media, humedad relativa, velocidad del aire, índice metabólico e índice de indumento. El valor ideal es 0 (cero), que representa el valor de intercambio con el ambiente neutro (pérdidas igual a ganancias) y la zona de comodidad térmica se define por la combinación de los seis parámetros en la cual la PMV está dentro de los límites recomendados. Sin embargo, predecir la sensación térmica media de la gente, es un paso importante para definir las condiciones de comodidad, más útil que considerar cuales están o no satisfechos. Fanger también desarrolló otra ecuación para relacionar el PMV con el Porcentaje Previsible de Insatisfechos (en inglés: Predicted Percentage Dissatisfied, PPD). Esta relación se basa en estudios en que los sujetos de ensayo se encontraban en un local en el que las condiciones interiores podían regularse con precisión.
Este método trata a todos los ocupantes por igual y no contempla la localización ni la adaptación al entorno ambiental. Básicamente supone que la temperatura interior no cambia cuando lo hace la exterior, conforme cambian las estaciones; por el contrario, contempla una única temperatura durante todo el año. Se toma una posición más pasiva en la que los ocupantes no tienen que adaptarse a temperaturas diferentes porque éstas son siempre constantes.
La norma ASHRAE 55-2010 utiliza el modelo PMV para definir los requisitos de las condiciones térmicas de los locales habitados. Exige que al menos el 80% de los ocupantes esté satisfecho.